# Jacques Gotard
 (août 2014).
Jacques Gotard est sculpteur français, né dans le 7e arrondissement de Lyon le 12 septembre 1926 et mort le 7 mars 2020 à Annecy. 
Il a obtenu le Prix de Rome en sculpture en 1948.

## Biographie
Élève de Jacques Laplace (1941), Curnier, Vieilly et Coquet (1942) puis de Louis Bertola (1942-1943), il prépare le concours du prix de Rome avec Marcel Gaumont (1945). En 1946, il obtient le 1er prix de Paris sculpture avec son œuvre Judith (héroïne juive). 
En novembre 1948, il reçoit le Prix de Rome avec son Ariane abandonnée. Il est alors accueilli par Vincent Auriol à l’Élysée. 
Pensionnaire à la villa Médicis à Rome pendant quatre ans, l’État lui passe commande pour la reconstruction de Sedan. Il réalise alors une sculpture monumentale de 6,50 m.
En 1952, il gagne le concours international A Igreja Sao Domingos à São Paulo et fait des réalisations à Caramuru et à Bahia. Il devient professeur de sculpture monumentale à l’École des Beaux arts à Rio de Janeiro. En 1954, il est 1er prix au concours international pour le monument dédié à Ruy Barbosa à Rio de Janeiro puis participe en 1955 à l'exposition internationale de Darmstadt.